# Rhynchoticida maai
Rhynchoticida maai är en stekelart som beskrevs av Boucek 1978. Rhynchoticida maai ingår i släktet Rhynchoticida och familjen gallglanssteklar.
Artens utbredningsområde är:
- Laos.
- Filippinerna.
- Vietnam.

Inga underarter finns listade i Catalogue of Life.